# Queralbs
Queralbs – gmina w Hiszpanii, w prowincji Girona, w Katalonii, o powierzchni 93,96 km². W 2011 roku gmina liczyła 178 mieszkańców.